# 西爾萬萊克 (密歇根州)
西爾萬萊克（英語：Sylvan Lake）是一個位於美國密歇根州奧克蘭縣的城市。

## 人口
根據2020年美國人口普查的數據，西爾萬萊克的面積為2.20平方千米，當中陸地面積為1.35平方千米，而水域面積為0.85平方千米。當地共有人口1723人，而人口密度為每平方千米783人。